# BlueJ
BlueJ is een opensource IDE voor de programmeertaal Java. Het is voornamelijk ontwikkeld voor educatieve doeleinden, zoals lessen objectgeoriënteerd programmeren.
BlueJ verschilt van andere ontwikkelingsomgevingen doordat het de klassenstructuur weergeeft (in een diagram gelijkend op UML) waarin objecten interactief gecreëerd en getest kunnen worden.

## Geschiedenis
In 1998 startten Michael Kölling en John Rosenberg van de Monash University met de ontwikkeling van BlueJ. Het doel was een opvolger voor Blue te maken, een gelijkaardig systeem voor de programmeertaal Eiffel. In maart 2009 werd het BlueJ-project opensource gemaakt. Anno 2021 wordt het programma onderhouden door een team in King's College London, waar Kölling werkt.

## Functionaliteit
BlueJ heeft een eenvoudigere interface dan traditionele IDE's omdat het specifiek ontwikkeld is voor onderwijsnoden. Toch biedt het de meeste functionaliteit aan van een traditionele IDE, zoals een tekstbewerker, een compiler en een runtime-omgeving. Daarnaast heeft het programma een aantal functies die specifiek op onderwijs gericht zijn, zoals het interactief aanmaken van objecten en oproepen van methoden, vereenvoudigde debugging. De belangrijkste toevoeging voor onderwijs is echter het visualiseren van de structuur van de code: de klassenstructuur wordt in een UML-achtig diagram getoond.